# 1942年马塔戈达飓风
1942年马塔戈达飓风是1942年大西洋飓风季强度最高且造成破坏最严重的热带气旋，也是该季第二场热带风暴、第二场飓风和首场大型飓风，源自8月21日圣卢西亚附近的东风波。气旋整体向西穿越加勒比海，起初强度很弱，但经逐渐增强还是于8月25日在牙买加以南海域达到飓风标准，然后在8月27日晚登陆尤卡坦半岛。进入墨西哥湾后，风暴迅速强化，持续风速于8月29日达到每小时185公里，在现代萨菲尔-辛普森飓风等级下已属三级飓风标准，成为本季首场大型飓风。接下来气旋在靠近美国墨西哥湾沿岸地区的同时减弱，8月30日从德克萨斯州马塔哥达附近登陆时强度已回落至一级飓风标准。风暴继续深入内陆并减弱，最终于8月31日消退成残留低气压区。
飓风从尤卡坦半岛最东北角首度登陆，由此产生的影响缺乏文献记载。随着风暴逼近德克萨斯州海岸，大范围地区人员撤离，其中单加尔维斯敦就有约五万人疏散。气旋登陆期间重创美国墨西哥湾沿海地区，马塔哥达的风暴潮高达4.5米，将城区淹没，另有多地受到破坏。向北远至圣安东尼奥的内陆都有狂风肆虐，许多建筑被夷平，树木连根拔起，还导致大范围停电。农作物受到气旋重创，并以水稻灾情严重。飓风在陆地上空的移动速度很快，所以产生的降水相对较少，其中里菲吉奥县的伍兹伯勒雨量最高，达240毫米。整场风暴一共造成八人死亡，经济损失约为2650万美元。

## 气象历史
协调世界时8月21日早上6点，圣卢西亚附近出现伴有阵骤风天气的东风波，但没有呈现任何组织迹象。然而据大西洋飓风数据库记载，系统此时已经组织成热带风暴。气旋早期快速向西穿越加勒比海，在此期间发展速度非常缓慢，但8月25日经过牙买加南面时移动速度已经放缓。气象机构起初没有发现系统中的发展迹象，但经现代重新分析，气象学家认定风暴此时强度已达现代萨菲尔-辛普森飓风等级下的一级飓风标准。此后不久，观测数据表明气旋正急剧强化，于8月26日早上6点从天鹅群岛以北较远处洋面经过期间达到二级飓风标准。8月27日，风暴从尤卡坦半岛最东北角登陆。
8月28日进入墨西哥湾后，飓风向西南方向前进，路径几乎呈直线逼近德克萨斯州海岸，在此期间还稳步增强。到了8月29日早上6点，气旋已达到风力时速185公里的最高强度，属三级飓风标准，成为1942年大西洋飓风季首场大型飓风，也是该季最强风暴。接下来气旋开始减弱，于8月30日午夜过后不久从马塔哥达县小镇马塔哥达（Matagorda）和帕拉西奥斯（Palacios）附近登陆，此时强度已回落至一级飓风标准，持续风速每小时130公里，最大风速半径240公里。估计风暴登陆时的最低中心气压为950毫巴（百帕，28.06英寸汞柱），按实际测量值则以卡尔霍恩县锡德里夫特（Seadrift）所测952毫巴（百帕，28.16英寸汞柱）最低。气旋进入陆地上空后迅速减弱，于8月30日中午12点在哈利茨维尔上空弱化成热带风暴，再于次日消退成热带低气压，最终于8月31日中午12点在斯威特沃特附近消散。

## 防灾措施和影响

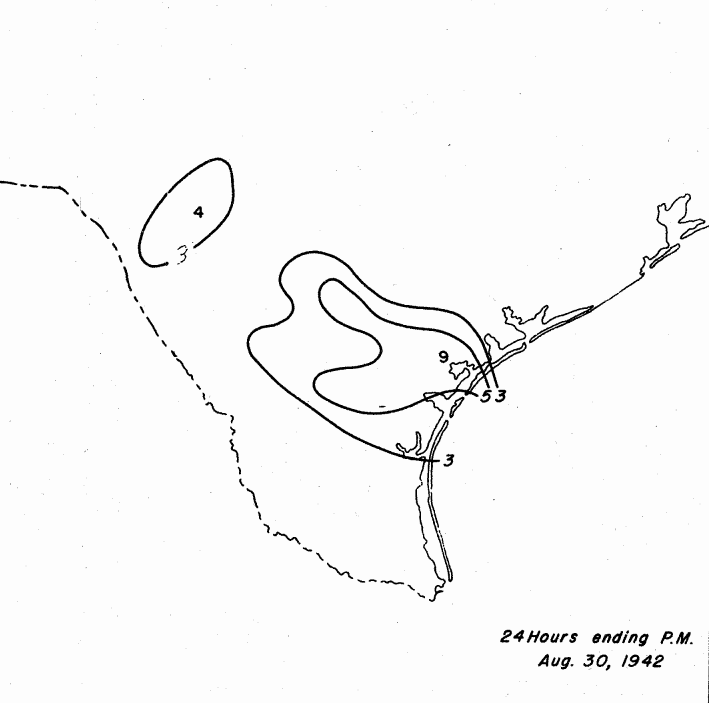
飓风在德克萨斯州的降水分布

8月27日，风暴以二级飓风强度登陆尤卡坦半岛，但没有任何报导表明当地因此遭受破坏。气旋经墨西哥湾逼近美国墨西哥湾沿岸地区期间，各地将民众疏散。单德克萨斯州加尔维斯敦就有约五万人撤离，这很可能受到一周前袭击当地的另一场飓风影响。帕拉西奥斯附近的胡伦营（Camp Hulen）同样将人员疏散。其他沿海区域也依照美国国家气象局发布的警告指南引导，用卡车、客车和火车将人员撤离。飓风登陆前，有关部门将学校用于充当应急避难所。
飓风于8月30日清晨从德克萨斯州帕拉西奥斯附近登陆，对该州大范围地区构成破坏。风暴在沿海产生强烈风暴潮，其中又以气旋东半部情况突出。德克萨斯州至路易斯安那州西南部海岸普遍受到风暴潮影响。马塔戈达的一间气象站测得4.48米的风暴潮，刷新该州第三高风暴潮纪录，仅次于1919年佛罗里达礁岛群飓风和1900年加尔维斯顿飓风。异常强烈的风暴潮致使马塔戈达被1.8米深的海水淹没，全城所有建筑几乎都被飓风摧毁。大浪将瓦砾和各种垃圾冲散，美国墨西哥湾沿岸水道（Gulf Intracoastal Waterway）位于马塔戈达湾（Matagorda Bay）和圣安东尼奥湾（San Antonio Bay）内的覆盖范围因此缩小50平方米。布拉佐里亚县的弗里波特（Freeport）风暴潮达到3.6米高，大浪在科珀斯克里斯蒂水道附近打开两个新水湾，还将北滩（North Beach）的两间小屋摧毁。气旋北侧边缘掠过哈里斯县，该县庄稼受到重创，单水稻损失数额就有60万美元。
飓风在距海岸线尚有195公里的内陆城市圣安东尼奥产生狂风并引起相当严重的破坏。锡德里夫特测得952毫巴气压，估计持续风速达到每小时185公里。马塔戈达湾内月半礁灯塔（Halfmoon Reef Lighthouse）的塔尖被狂风刮落，美国海岸警卫队为此决定将灯塔转卖私人，这座灯塔之后迁到陆地上。时速至少160公里的狂风在马塔戈达和帕拉西奥斯至少持续有三小时，许多建筑被夷为平地。之后来自帕拉西奥斯的报导表明这场飓风是当地自1900年加尔维斯顿飓风过后造成破坏最严重的热带气旋。气旋登陆前后的移动速度都很快，所以远至亚他斯科沙县这样的内陆地区风速都达到飓风强度。科珀斯克里斯蒂所测阵风时速最高，有116公里。当地受到的破坏基本局限于石油井架及其他小型建筑受损。科珀斯克里斯蒂同努埃塞斯县阿兰萨斯港（Port Aransas）的通讯中断。据维多利亚县警长汇报，该县所有房屋都“受到一定程度破坏”。德威特县奎罗（Cuero）狂风肆虐，基础设施和农作物遭受重创。
风暴移动速度很快，所以产生的降水相对不多。南德克萨斯局部降下中到大雨，并以伍兹伯勒（Woodsboro）雨量最高，达240毫米。飓风存在期间产生的降水大部分都位于环流西侧和南侧，这同绝大多数快速移动的热带气旋不同，在当时可谓极其罕见。伍兹伯勒测得最高降雨量的位置距风暴中心约有40公里，亚他斯科沙县各地至少降下100毫米雨量。
气旋登陆后快速前进，所以即便是远离海岸的内陆也出现狂风或受到影响。对于德克萨斯州中南部部分地区而言，这场飓风堪称整个20世纪破坏最严重的热带气旋。8月30日，虽已抵达奥斯汀和圣安东尼奥城市群上空，但风暴的最大持续风速至少仍有每小时80公里。威尔逊县的弗洛里斯维尔（Floresville）多幢建筑受大风损伤，亚他斯科沙县和瓜达卢佩县县城塞金（Seguin）也有类似灾情，部分树木连根拔起。气旋从塞金经过，成为当地自1886年印第安诺拉飓风过后破坏最严重的热带气旋，当年那场飓风也是迅速深入内陆。新布朗费尔斯所受破坏基本局限于树木受损，奥斯汀城内部分电缆因狂风中断。圣安东尼奥是德克萨斯州中南部受这场风暴影响最大的地区，时速高达110公里的阵风在城内肆虐至少五个小时，造成多地停电并重创基础设施。成百上千的树木连根拔起，风暴也成为1899年后对该市破坏最严重的热带气旋。虽然阿加莫机场将飞机停飞，并用2.4米高的标桩固定，但大风仍导致全部75架飞机中的70架受损。估计该市遭受的损失数额约为30万美元。
整场飓风一共导致价值2650万美元的破坏，是1942年大西洋飓风季破坏最严重的风暴，其中1500万属农作物受损，1150万属财物损失，德克萨斯州共有12个县受灾。气旋还致使八人死亡，考虑到破坏范围，这样少的遇难人数主要归功于风暴来袭前及时采取的大规模疏散措施，以及气象部门发布的警告。